# Jacques Zegers
Jacques Zegers (Bruxelas, Bélgica, 25 de junho de 1947) é um cantor, jornalista e escritor belga, conhecido por representar o seu país, a Bélgica no Festival Eurovisão da Canção 1984.

## Início da carreira
Nascido em Bruxelas, filho de pai francês e de mãe belga, Zegers começou por cantar em cabarés com 16 anos, e participou em várias competições musicais, enquanto tencionava ser jornalista. Foi escolhido para interpretar o hino belga para os Jogos Olímpicos de Verão de 1984, "LA en Olympie".

## Festival Eurovisão da Canção
Zegers representou a Bélgica no Festival Eurovisão da Canção 1984, com a canção "Avanti la vie", terminando a competição em 5º lugar.

## Carreira posterior
Após a Eurovisão, lançou mais um single "1001 amis" e continuou a sua carreia de jornalista. Começou também uma carreira como escritor, lançando o livro Le nœud e vários livros de poesia.

## Discografia

### Singles
- "La nuit" (1983)
- "Pour elle" (1983)
- "LA en Olympie" (1984)
- "Avanti la vie" (1984)
- "1001 amis" (1984)[3]

## Livros
- "Le nœud"